# Навстречу шторму (фильм, 2014)
«Навстречу шторму» (англ. Into the Storm) — американский фильм-катастрофа в жанре найденной плёнки режиссёра Стивена Куэла. В ролях Ричард Армитидж, Джереми Самптер, Сара Уэйн Кэллис и Натан Кресс. Премьера фильма в России состоялась 7 августа 2014 года.

## Сюжет
В городе Сильвертон, штат Оклахома, выпускной класс местной школы готовится к празднованию окончания школы. Заместитель директора школы Гэри Фуллер просит своих сыновей, Трея и Донни, записать послания выпускников для капсулы времени, которая будет вскрыта через 25 лет.
В это время «охотник за торнадо» Пит со своей командой пытается перехватить и заснять торнадо на машине под названием «Титус». Узнав о фронте развивающихся штормов, преследователи решают отправиться в Сильвертон в надежде заснять торнадо. Прибыв в Сильвертон, команда обнаруживает, что фронт, который они преследовали, рассеялся, но другой штормовой фронт резко усиливается, что приводит к граду и торнадо. Пока команда снимает это событие, воронка меняет курс и направляется к средней школе.
На выпускном мероприятии погода внезапно портится. Ученики спасаются в здании школы. После торнадо потрясённые ученики выходят из повреждённого здания, чтобы осмотреть разрушения, а Гэри отправляется спасать своего старшего сына Донни, который пошёл на заброшенную бумажную фабрику, чтобы помочь своей подруге Кейтлин с проектом; впоследствии оба оказались в ловушке, когда торнадо обрушил на них здание.
Когда команда Пита, которая преследует торнадо, останавливается в небольшой части города, Гэри и Трей прибывают туда как раз в тот момент, когда формируется торнадо. В результате этого торнадо разрушается несколько зданий. Гэри спасает метеоролога Пита, Эллисон Стоун. Затем команда Пита соглашается помочь Гэри добраться до бумажной фабрики. В пути формируется ещё один торнадо и окружает команду Пита, разрушая жилой квартал и автостоянку. В результате взрыва один из торнадо превращается в огненный смерч, который пытается заснять оператор Джейкоб, но попадает в ураган и погибает. Это вызывает разногласия в команде, поскольку Пит, похоже, больше заботится о сборе данных, чем о безопасности своей команды. Восстановив свои машины, Эллисон отправляется с Гэри, чтобы продолжить путь на бумажную фабрику.
На фабрике внезапно прорывается водопроводная труба и начинает заливать яму, в которой застряли студенты Донни и Кейтлин. Раненые и рискующие утонуть, они записывают сообщения для своих близких, а затем готовятся к худшему. В последнюю минуту Гэри и Эллисон прибывают и освобождают их.
В небе над Сильвертоном слияние двух крупных торнадо приводит к образованию колоссального торнадо категории EF-5, который угрожает сравнять город с землёй. Жители города укрываются в школе, но команда Пита решает, что школьное убежище будет недостаточным. Не имея возможности оповестить персонал школы с помощью мобильных устройств, команда Пита спешит в школу.
Преследователи урагана и школьники укрываются в ливневой канализации на строительной площадке, но обломки торнадо повреждают одну из решёток, что ставит под угрозу укрытие. Пытаясь спасти жизни, Пит отдаёт свои жёсткие диски для исследований Гэри, а затем жертвует собой, покидая убежище, чтобы с помощью машины закрепить решётку на бетонной поверхности. Оборудование «Титуса» оказывается неспособным закрепить автомобиль на земле, и торнадо подхватывает автомобиль. Из башни камеры на борту «Титуса» Пит наблюдает за воронкой торнадо, когда автомобиль поднимается над облаками, а затем падает на землю, убивая его и разрушая «Титус». Вскоре после этого торнадо EF-5 рассеивается.
После «нашествия» смерчей жители начинают наводить порядок и восстанавливать город. Пока братья Фуллер завершают работу над фильмом о капсуле времени, многие из тех, кого они опрашивают, по-новому оценивают свою жизнь.

## В ролях
- Ричард Армитидж — Гэри Фуллер[3]
- Сара Уэйн Кэллис — Элиссон Стоун[4]
- Мэтт Уолш — Пит Мур[5]
- Макс Дикон — Донни Фуллер[6]
- Алисия Дебнем-Кэри — Кэйтлин Джонстон[7]
- Натан Кресс — Трей Фуллер[8]
- Арлен Эскарпета — Дэрил Карли[9]
- Джереми Самптер — Джейкоб Ходжес[6]
- Кайл Девис — Донк
- Скотт Лоуренс — директор школы Том Уокер
- Джон Рип — Ривис
- Ли Уитакер — Лукас

## Съёмки
Основные съёмки начались в июле 2012 года в Детройте. 13 августа 2012 года, съёмки переехали в Рочестер. Некоторые сцены были сняты в средней школе «Oakland University».

## Отзывы
Фильм получил в основном негативные отзывы кинокритиков. На сайте Rotten Tomatoes фильм имеет рейтинг 21 % на основе 144 рецензий со средним баллом 4.3 из 10. На сайте Metacritic фильм имеет оценку 44 из 100 на основе 32 рецензий критиков, что соответствует статусу «смешанные или средние отзывы».

## Релиз
24 сентября 2013 года, кинокомпания Warner Bros. Pictures утвердила дату выхода фильма в США 8 августа 2014 года. В России фильм вышел 7 августа 2014 года.